# Rosa Braunschweig
Rosa Braunschweig (* 18. Juni 1846 in Neu-Paleschke; † 9. November 1918 in Berlin) war eine deutsche Theaterschauspielerin und -regisseurin.

## Leben
Braunschweig, die Tochter eines Predigers, entwickelte frühzeitig die Neigung zur Kunst, die noch genährt wurde, als sie in Danzig, wohin ihr Vater nach seiner Pensionierung gezogen war, das Theater kennen lernte. Namentlich waren es die Leistungen der Friederike Goßmann, die sie den festen Entschluss fassen ließen, sich der Bühne zu widmen und sie dachte seither nicht mehr daran, wie sie dies früher gewollt hat, Diakonissin zu werden.
Hermann Hendrichs prüfte ihr Talent, fällte ein äußerst günstiges Urteil und empfahl sie der dramatischen Lehrerin Adele Glaßbrenner-Peroni. Nach erfolgter Ausbildung legte sie den Adelstitel ihrer Familie ab und betrat, 16 Jahre alt, in Graz zum ersten Mal die Bühne. Hierauf wirkte sie in Danzig, Frankfurt, Riga, Rostock, Düsseldorf etc. als muntere Liebhaberin, ging dann ins Fach der Konversations- und ersten Liebhaberinnen über, bis sie schließlich in Rostock und dann am Hoftheater in Coburg und Neu-Strelitz Heroinen verkörperte. 
1883 entsagte sie gänzlich der Bühnentätigkeit und ließ sich in Berlin als dramatische Lehrerin nieder. Dort übernahm sie die Leitung einer Elevenschule, der sie bis mindestens 1902 vorstand und aus welcher namhafte Schauspieler und Schauspielerinnen hervorgegangen sind.
Braunschweig hat überhaupt in ihrer Lehrtätigkeit vortreffliche Erfolge aufzuweisen und vertrat stets den Grundsatz, dass theoretisches Rollen-Studium mit praktischer Bühnenausbildung unbedingt vereint werden müsste. Darum übernahm sie auch die Leitung eines Ensemblegastspiels, mit welchem sie einmal in der Woche in Potsdam und Spandau Vorstellungen gab, und wurden hierbei Drama, Schau- und Lustspiel sowie Posse in gleicher Weise berücksichtigt und kultiviert.
Im Jahr 1903 veröffentlichte sie in Magnus Hirschfelds Jahrbuch für sexuelle Zwischenstufen einen Text über die Schauspielerin Felicita von Vestvali. Von Braunschweig existieren mindestens drei Fotografien, auf denen sie in maskuliner Kleidung abgebildet ist. Eines davon war Teil einer Foto-Ausstellung 1913 in London zu Hirschfelds Konzept der "sexuellen Zwischenstufen". 

## Schüler (Auswahl)
- Franziska Dassow